# 라이언 롤린스

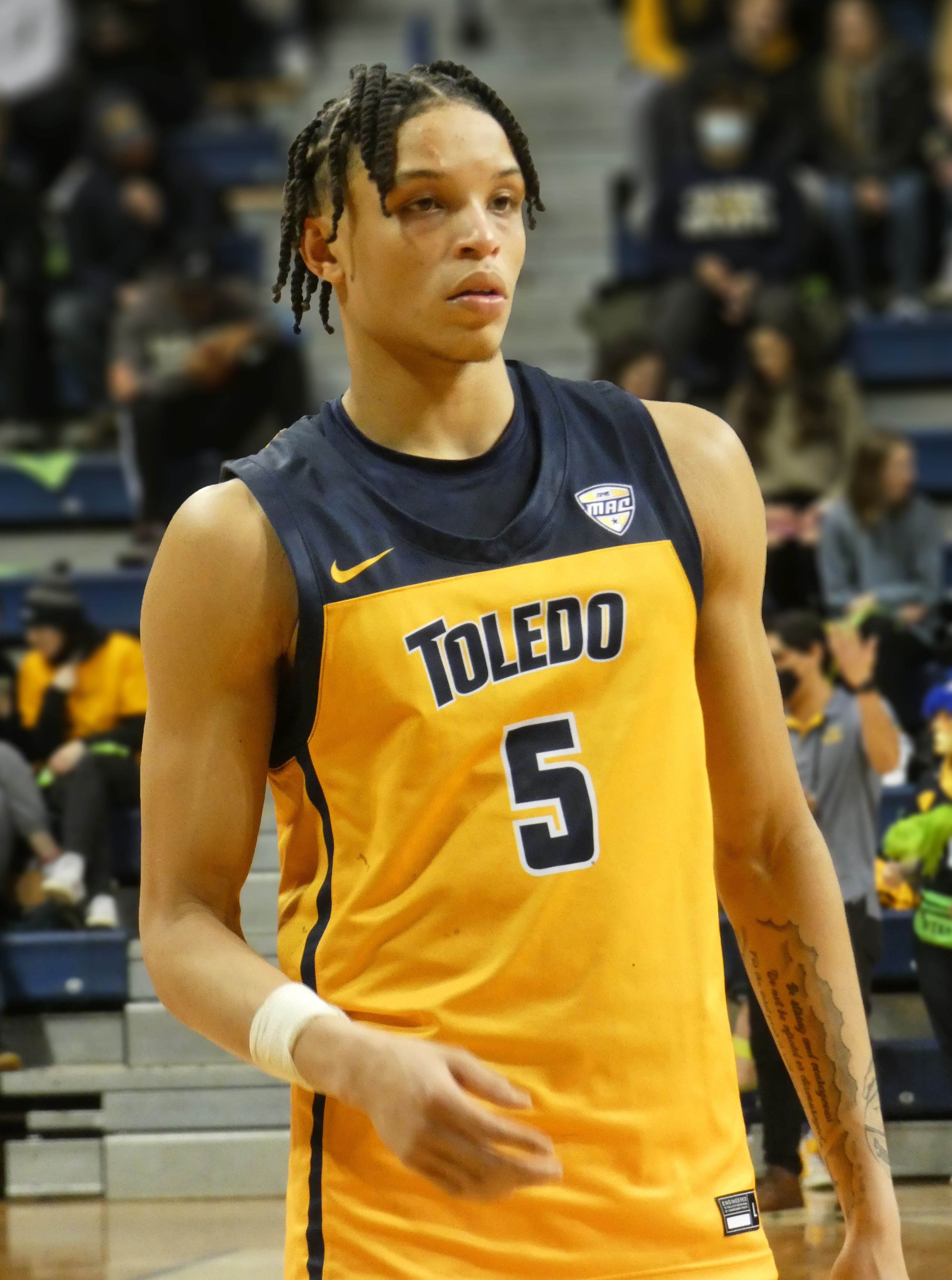

라이언 롤린스(Ryan Rollins, 본명: 라이언 앤서니 롤린스, Ryan Anthony Rollins, 2002년 7월 3일 ~ )는 NBA G 리그의 위스콘신 허드와 양방향 계약을 맺은 전미 농구 협회(NBA)의 밀워키 벅스의 미국 프로 농구 선수이다. 톨리도 로키츠에서 대학 농구를 했다.

## 프로 경력
- 골든스테이트 워리어스(2022~2023)
- 워싱턴 위저즈(2023~2024)
- 밀워키 벅스 / 위스콘신 허드 (2024~현재)